# Brunbröstad snårskvätta
Brunbröstad snårskvätta (Chamaetylas poliocephala) är en tätting i familjen flugsnappare.

## Utseende och läte
Brunbröstad snårskvätta är en 15–16 cm lång trastlik tätting med rödbrunt på ovansida och stjärt medan undersidan är lysande vit. På huvudet syns grått ansikte, grått hjässband och ett vitt ögonbrynsstreck. Den skiljer sig från kongoalethen genom det tydliga ögobrynsstrecket och tydligt skära benen. Arten är mestadels tystlåten, men kan ibland avge korta visslande "wheep!" eller hårda "djar".

## Utbredning och systematik
Brunbröstad snårskvätta förekommer huvudsakligen i Centralafrika. Den delas upp i tio underarter i fyra grupper:
- poliocephala – Sierra Leone till Ghana
- hallae – Angola (Gabelaförkastningen i Cuanza Sul)
- compsonota – Nigeria och Kamerun till nordvästra Angola (Quicolungo) samt ön Bioko i Guineabukten
- carruthersi-gruppen 
  - giloensis – sydöstra Sydsudan (Imatongberge); populationen i intilliggande nordöstra Uganda tillhör troligen denna underart
  - carruthersi – sydöstra Centralafrikanska Republiken, nordöstra Demokratiska republiken Kongo, Uganda och västra Kenya
  - vandeweghei – Rwanda och Burundi
  - nandensis – västra Kenya (Nandi Hills)
  - akeleyae – Kenya öster om Rift Valley
  - kungwensis – västra Tanzania (bergsområdet Kungwe-Mahari)
  - ufipae – sydvästra Tanzania (Ufipaplatån) och sydöstra Demokratiska republiken Kongo

Underarten nandensis inkluderas ofta i carruthersi.

### Släktestillhörighet
Tidigare placerades arten tillsammans med aletherna i Alethe, men genetiska studier visar att de endast är avlägset släkt. Den och ytterligare tre arter lyftes därför ut till det egna släktet Pseudalethe. Sentida studier visar dock att Chamaetylas har prioritet.

### Familjetillhörighet
Liksom alla snårskvättor men även fåglar som rödhake, näktergalar, stenskvättor, rödstjärtar och buskskvättor behandlades vitbrynad snårskvätta tidigare som en trast (Turdidae), men genetiska studier visar att de tillhör familjen flugsnappare (Muscicapidae).

## Levnadssätt
Brunbröstad snårskvätta hittas i undervegetation och på marken i skogsområden, framför allt i bergstrakter och nära vatten. Där är den lokalt vanlig men är lätt förbisedd. 

## Status och hot
Arten har ett stort utbredningsområde, men tros minska i antal, dock inte tillräckligt kraftigt för att den ska betraktas som hotad. Internationella naturvårdsunionen IUCN listar arten som livskraftig (LC).